# Rupert Riedl
Rupert Riedl (22 février 1925-18 septembre 2005) est un zoologiste autrichien.

## Biographie
Riedl est un scientifique aux intérêts variés, dont l'influence sur l'épistémologie fondée sur la théorie de l'évolution est notable, bien que moins marquante dans les milieux anglophones que dans les germanophones ou même hispanophones. Son livre de 1980, Biologie der Erkenntnis: Die stammesgeschichtlichen Grundlagen der Vernunft traite des capacités cognitives et de la complexité croissante de la diversification biologique au cours des immenses périodes de l'évolution,.
Riedl s'est appuyé sur le travail de l'école de pensée viennoise fondée par Konrad Lorenz, et poursuivie à Vienne par Gerhard Vollmer (de), Franz M. Wuketits (de), et en Espagne par Nicanor Ursura. Riedl était sceptique quant à l'idéalisme allemand, et nourri par la tradition qui a produit les scientifiques et philosophes des sciences Ernst Mach, Ludwig Boltzmann, Erwin Schrödinger, Karl Popper, Hans Reichenbach et Sigmund Freud.

## Œuvres
- Riedl, R. (1975) Die Ordnung des Lebendigen: Systembedingungen der Evolution. Parey, Hambourg/Berlin.
- Riedl, R. (1980) Biologie der Erkenntnis: Die stammesgeschichtlichen Grundlagen der Vernunft. Parey, Berlin/Hambourg 1980.
- Riedl, R. (1983) (éd.) Fauna und Flora des Mittelmeeres. Parey. . Hambourg, P. Parey.